# 洪均生
洪均生（1907年—1996年1月23日），原名洪孝堃，字钧笙，号小痴，河南禹县人，中國武術家，師從陳式太極拳傳人陈发科。
他在陈式太极拳老架的基礎上发展出“陈式太极拳济南架”（即洪式太极拳）。至今洪式太极拳已傳播到全球40多个国家和地区。

## 生平
出生於河南禹縣，祖籍浙江宁波鄞县，父親是曾任山东印花税务处处长的洪宝焘。自幼體弱多病。1925年搬到山東济南。1926年與蔡静兰結婚。
1930年至1944年間，在北京隨陈式太极拳第九代传人陈发科習武十五年，1944年回济南定居。1956年再度到北京探望師傅陈发科，並復習拳法。
1951年於大明湖汇泉堂開始授拳，終其一生皆是义务教拳。
1957年，其師傅陈发科去世之後，洪均生開始著手將陈式太极拳理法撰写成書。1961年，他因患上偏瘫而臥病在床，生活困難。在學者刘子衡的鼓勵之下，他克服困難盡力续写。該書多次易稿，直到1988年才定稿；1989年，以《陈式太极拳实用拳法》為名，由山东科学技术出版社出版。
1980年12月5日，他与妻子在住處中了煤毒，昏迷長達九個小時，後被弟子發現才得以救活。他於1996年1月23日去世。